# Fabyan Villa

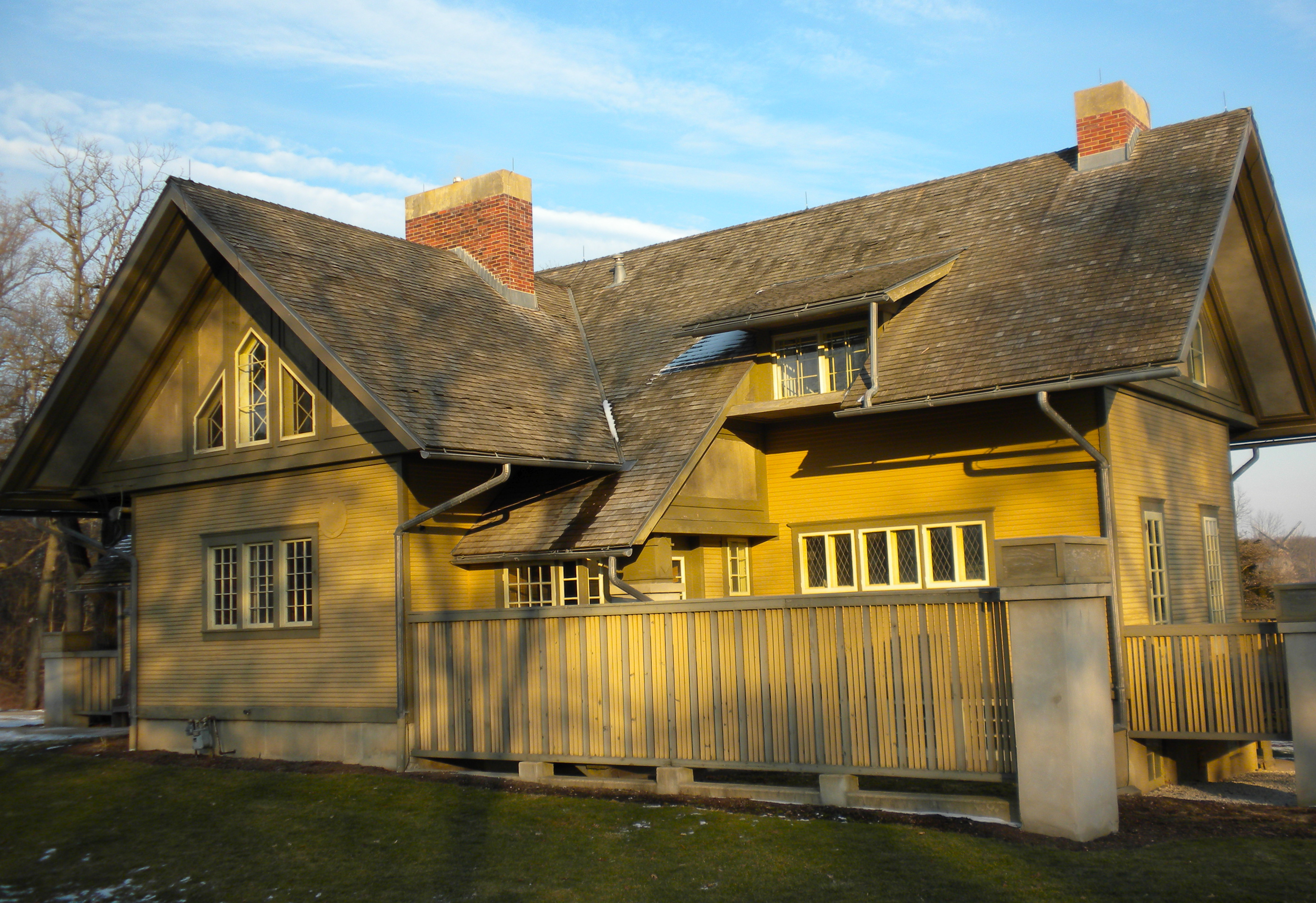
Die Fabyan Villa (Foto 2010) ist heute ein Museum

Die Fabyan Villa in Geneva im amerikanischen Bundesstaat Illinois gelegen, war in der Zeit ab etwa 1908 bis 1939 die Wohnstatt von George Fabyan (1867–1936) und seiner Ehefrau Nelle Fabyan, geb. Wright. Er war ein sehr erfolgreicher Geschäftsmann, der ein Millionenvermögen mit dem von seinem Vater geerbten Textilhandel verdiente.
Die Villa zeichnet sich dadurch aus, das sie im Jahr 1907 durch den Architekten Frank Lloyd Wright (1867–1959) umgebaut worden ist. Sie wurde 1984 in das National Register of Historic Places (NRHP) (deutsch „Nationales Verzeichnis historischer Stätten“) aufgenommen (siehe auch: Liste der Einträge im National Register of Historic Places im Kane County). Sie ist heute das Fabyan-Villa-Museum und kann besichtigt werden.

## Geschichte

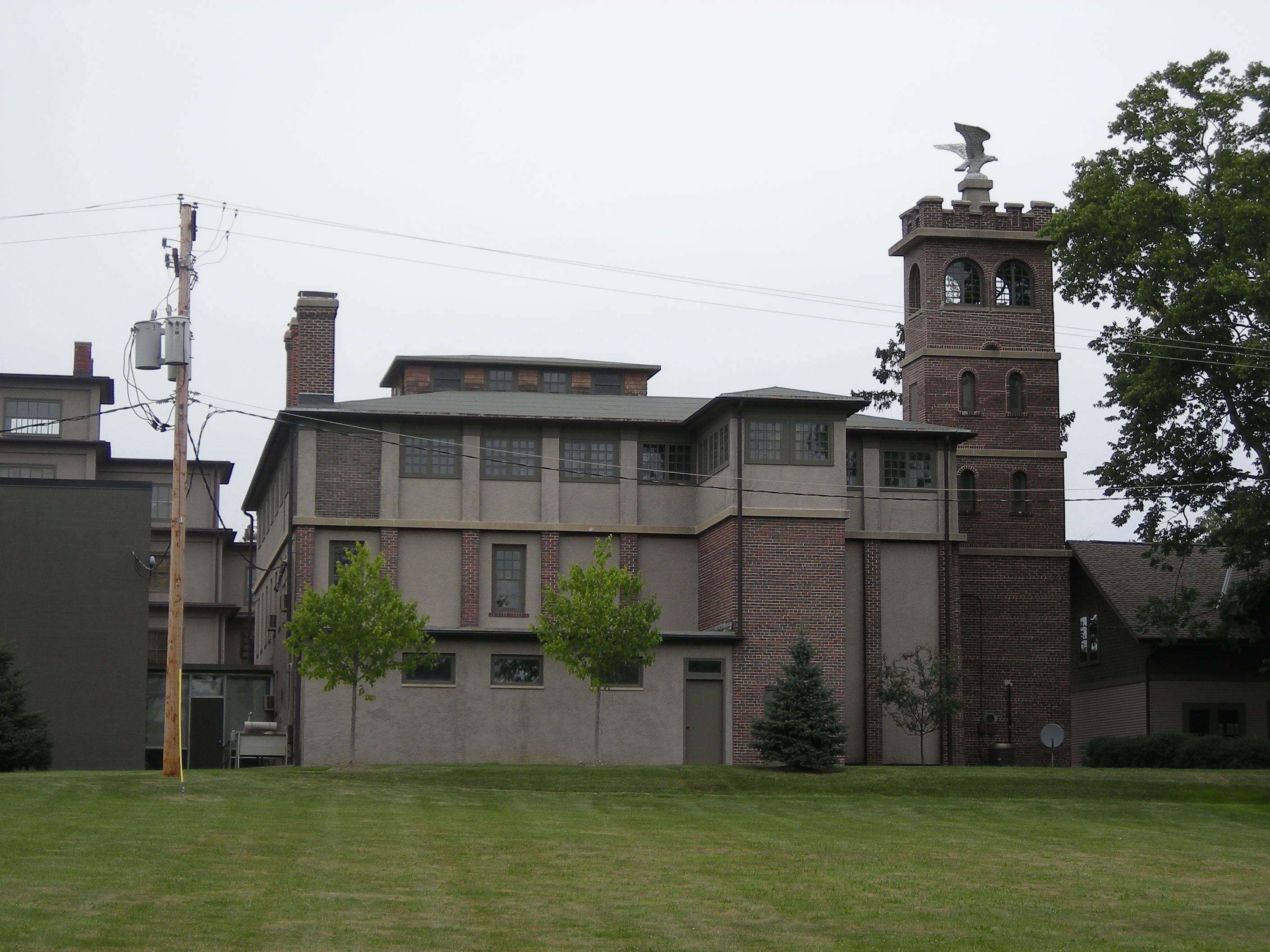
Unweit der Villa, ebenfalls auf dem Fabyan-Anwesen, befinden sich die Riverbank Laboratories (Foto 2007)

Die Villa stellt das Herzstück des Fabyan-Anwesens dar. Es handelt sich um ein etwa 120 Hektar großes Grundstück, genannt Riverbank Estate, das direkt am Fox River im Norden von Illinois liegt. Hier errichtete Fabyan auch seine private Denkfabrik zum Zwecke der Erforschung diverser wissenschaftlicher und auch pseudowissenschaftlicher Fragestellungen, die Riverbank Laboratories (Bild). Dieses Forschungsinstitut befasste sich während des Ersten Weltkriegs intensiv und erfolgreich mit Kryptanalyse und entzifferte verschlüsselte Botschaften der Mittelmächte und Mexikos. Auch wurden hier amerikanische Offiziere in Kryptologie ausgebildet. Ferner umfasste es ein Akustiklabor, das durch den amerikanischen Physiker Wallace Clement Sabine (1868–1919) aufgebaut und nach dessen Tod durch seinen Vetter Paul Sabine (1879–1958) zu einem der führenden Akustikinstitute der Vereinigten Staaten ausgebaut wurde. Im Jahr 1947 wurde das Labor von der Armour Research Foundation (ARF) übernommen, dem heutigen Illinois Institute of Technology Research Institute (IITRI).
Die Fabyan-Villa und der größte Teil des Anwesens wurden im Jahr 1939 durch den Forest Preserve District des Kane County (Illinois) erworben. Er wandelte die Villa in ein Museum um, das noch heute besichtigt werden kann. Im Jahr 1995 übernahmen die Preservation Partners of the Foax Valley (PPFV) die Verwaltung von Anwesen und Villa. Das heutige Fabyan-Villa-Museum ist ein historisches Heimatmuseum, in dem Fotografien, persönliche Gegenstände der Fabyans und einige ihrer Möbel der Öffentlichkeit zugänglich gemacht werden. Die PPFV bieten von Zeit zu Zeit Führungen durch das Landgut und die Villa an (siehe auch: Weblinks). 